# Lista celor mai mari atoli din lume

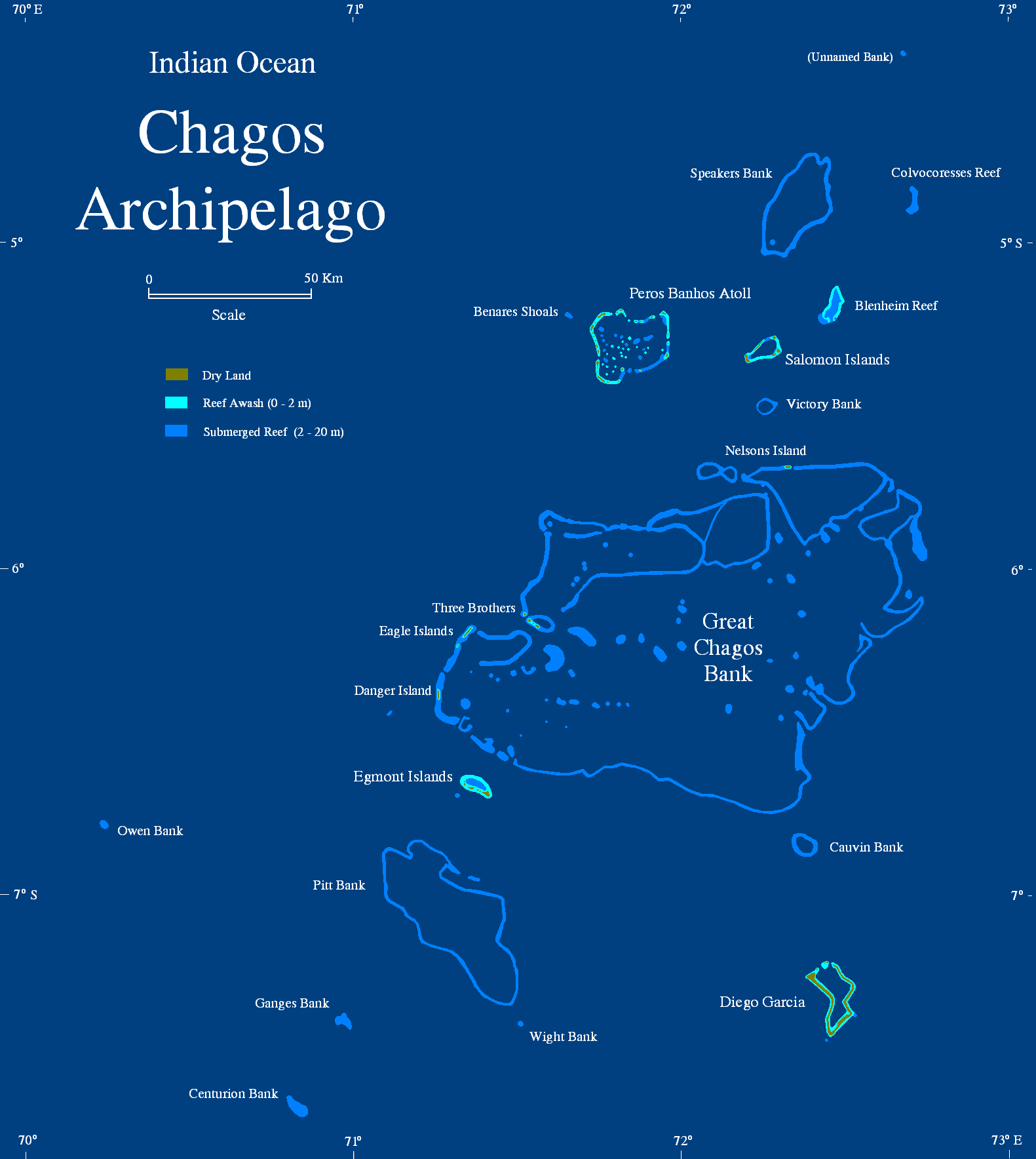
Marele atol Chagos din Teritoriul Britanic din Oceanul Indian, cel mai mare atol din lume

Lista celor mai mari atoli din lume clasifică insulele coralifere, de obicei în formă de inel care înconjoară o lagună (atoli), cu o suprafață de peste 600 km2. 

## Preambul
Un atol este un tip de insulă de altitudine joasă din oceanele tropicale, constând dintr-un recif de corali, una sau mai multe insulițe (numite motu) formate prin acumularea de nisip în spatele recifului și care înconjoară o depresiune centrală. Depresiunea poate face parte din insula emergentă sau din mare (de exemplu, o lagună) sau, mai rar, o zonă închisă umplută cu apă dulce.
Atolii sunt situați în zone tropicale sau subtropicale calde ale oceanelor și mărilor, unde se pot dezvolta corali. Majoritatea celor aproximativ 440 de atoli din lume se află în Oceanul Pacific.
| Imagine | Nume                                                                   | Localizare                                      | Țară                                                      | Suprafață totală (km2) | Suprafață teren (km2) | Coordonate                          | Observații                                                       |
|         |                                                                        |                                                 |                                                           |                        |                       |                                     |                                                                  |
| ------- | ---------------------------------------------------------------------- | ----------------------------------------------- | --------------------------------------------------------- | ---------------------- | --------------------- | ----------------------------------- | ---------------------------------------------------------------- |
|         | Marele atol Chagos (în engleză Great Chagos Bank)                      | Teritoriul Britanic din Oceanul Indian          | Regatul Unit · (zonă revendicată de Mauritius)            | 12.642                 | 4,5                   | 6°10′S 72°00′E / 6.17°S 72.°E       | Atol în mare parte scufundat, include patru recifuri supramarine |
|         | Atolul Reed (în engleză Reed Bank)                                     | Insulele Spratly                                | Filipine · (zonă revendicată de China)                    | 8.866                  |                       | 11°27′N 116°54′E / 11.45°N 116.90°E | Atol scufundat (9 m adâncime)                                    |
|         | Atolul Macclesfield (în engleză Macclesfield Bank)                     | Marea Chinei de Sud                             | China · (zonă revendicată de Taiwan)                      | 6.448                  |                       | 16°00′N 114°30′E / 16.00°N 114.50°E | Atol scufundat (9,2 m adâncime)                                  |
|         | Atolul nordic (Saya de Malha) (în engleză North Bank)                  | Atolul Saya de Malha                            | Mauritius                                                 | 5.800                  |                       | 9°04′S 60°12′E / 9.07°S 60.20°E     | Atol scufundat (10 m adâncime)                                   |
|         | Atolul Rosalinda (în spaniolă Banco Rosalinda)                         | Marea Caraibelor                                | Honduras                                                  | 4.500                  |                       | 16°26′N 80°31′W / 16.43°N 80.52°V   | Atol scufundat (7,3 m adâncime)                                  |
|         | Thiladhunmathi (în engleză Thiladhunmathi)                             | Oceanul Indian                                  | Maldive                                                   | 3.850                  | 51                    | 6°44′N 73°02′E / 6.73°N 73.04°E     |                                                                  |
|         | Insulele Chesterfield (în engleză Chesterfield Islands)                | Noua Caledonie                                  | Franța                                                    | 3.500                  | 10                    | 19°21′S 158°40′E / 19.35°S 158.66°E |                                                                  |
|         | Atolul Huvadhu (în engleză Huvadhu Atoll)                              | Oceanul Indian                                  | Maldive                                                   | 3.152                  | 38,5                  | 0°30′N 73°18′E / 0.50°N 73.30°E     |                                                                  |
|         | Laguna Chuuk (în engleză Chuuk Lagoon)                                 | Chuuk, Oceanul Pacific                          | Micronezia                                                | 3.152                  |                       | 7°25′N 151°47′E / 7.42°N 151.78°E   |                                                                  |
|         | Insulele Sabalana (în indoneziană Kepulauan Sabalana)                  | Marea Flores                                    | Indonezia                                                 | 2.694                  |                       | 6°45′S 118°50′E / 6.75°S 118.83°E   |                                                                  |
|         | Reciful Lihou (în engleză Lihou Reef)                                  | Marea Coralilor                                 | Australia                                                 | 2.529                  | 1                     | 17°25′S 151°40′E / 17.42°S 151.67°E |                                                                  |
|         | Bassas de Pedro (în tamilă பஸ்ஸாஸ் டி பெட்ரோ, transliterat: Pas'sās ṭi peṭrō) | Lakshadweep                                     | India                                                     | 2.474                  |                       | 13°05′N 72°25′E / 13.08°N 72.42°E   | Atol scufundat (16,4 m adâncime)                                 |
|         | Atolul Ardasier (în engleză Ardasier Bank)                             | Insulele Spratly, la vest de Reciful Ardasier   | Malaysia · (zonă revendicată de China, Taiwan și Vietnam) | 2.347                  |                       | 7°43′N 114°15′E / 7.71°N 114.25°E   |                                                                  |
|         | Atolul Kwajalein (în engleză Kwajalein Atoll)                          | Oceanul Pacific                                 | Insulele Marshall                                         | 2.304                  | 16,4                  | 9°11′N 167°28′E / 9.19°N 167.47°E   |                                                                  |
|         | Atolul Diamond Islets (în engleză Diamond Islets Bank)                 | Marea Coralilor                                 | Australia                                                 | 2.282                  | 1                     | 17°25′S 150°58′E / 17.42°S 150.96°E |                                                                  |
|         | Atolul Namonuito (în engleză Namonuito Atoll)                          | Chuuk, Oceanul Pacific                          | Micronezia                                                | 2.267                  | 4,4                   | 8°40′N 150°00′E / 8.67°N 150.°E     |                                                                  |
|         | Atolul Ari (în engleză Ari Atoll)                                      | Oceanul Indian                                  | Maldive                                                   | 2.252                  | 69                    | 3°52′N 72°50′E / 3.86°N 72.83°E     |                                                                  |
|         | Reciful Maro (în engleză Maro Reef)                                    | Insulele Hawaiene Nord-vestice, Oceanul Pacific | Statele Unite                                             | 1.934                  |                       | 25°25′N 170°35′W / 25.42°N 170.59°V |                                                                  |
|         | Atolul Rangiroa (în franceză Rangiroa)                                 | Arhipelagul Tuamotu, Polinezia Franceză         | Franța                                                    | 1.762                  | 79                    | 15°08′S 147°39′W / 15.13°S 147.65°V |                                                                  |
|         | Atolul Thaa (în engleză Thaa Atoll)                                    | Oceanul Indian                                  | Maldive                                                   | 1.617                  | 79                    | 2°22′N 73°07′E / 2.37°N 73.12°E     |                                                                  |
|         | Atolul Kaafu (în engleză Kaafu Atoll)                                  | Oceanul Indian                                  | Maldive                                                   | 1.565                  | 69                    | 4°25′N 73°30′E / 4.42°N 73.50°E     |                                                                  |
|         | Atolul Ontong Java (în engleză Ontong Java Atoll)                      | Oceanul Pacific                                 | Insulele Solomon                                          | 1.500                  | 12                    | 5°16′S 159°21′E / 5.27°S 159.35°E   |                                                                  |
|         | Insula Lifou (în franceză Lifou)                                       | Noua Caledonie                                  | Franța                                                    | 1.146                  |                       | 20°58′S 167°14′E / 20.97°S 167.23°E | Atol supramarin fără lagună                                      |
|         | Insula Rennell (în engleză Rennell Island)                             | Oceanul Pacific                                 | Insulele Solomon                                          | 660                    |                       | 11°40′S 160°10′E / 11.67°S 160.17°E | Atol supramarin fără lagună                                      |
|         | Kiritimati (în engleză Kiritimati)                                     | Oceanul Pacific                                 | Kiribati                                                  | 640                    | 312                   | 1°51′N 157°24′W / 1.85°N 157.4°V    |                                                                  |